# Mohni
Mohni (szw. Ekholm) – estońska wyspa w Zatoce Fińskiej. Położona jest około 4,5 km na północ od wsi Viinistu. Jej powierzchnia wynosi 62,5 ha. Jest zamieszkana przez 2 osoby (2011). Na wyspie znajduje się latarnia morska Mohni.